# Mark Smith (Ägyptologe)
Mark Joseph Smith (* 1951) ist ein britischer Ägyptologe.

## Leben
Er ist Professor für Ägyptologie an der Universität Oxford und Lady Wallis Budge Fellow in Ägyptologie am University College (Oxford). Seine Forschungsinteressen sind ägyptische Religion und ägyptische Sprache und Texte, besonders demotisch.

## Schriften (Auswahl)
- The mortuary texts of Papyrus BM 10507. London 1987, ISBN 0-7141-0937-1.
- The Liturgy of Opening the Mouth for Breathing. Oxford 1993, ISBN 0-900416-62-9.
- On the Primaeval Ocean. Kopenhagen 2002, ISBN 87-7289-646-9.
- Papyrus Harkness (MMA 31.9.7). Oxford 2005, ISBN 0-900416-84-X.
- Traversing Eternity: Texts for the Afterlife from Ptolemaic and Roman Egypt. Oxford 2009, ISBN 0-19-815464-X.
- Following Osiris: Perspectives on the Osirian Afterlife from Four Millennia. Oxford 2017, ISBN 0-19-958222-X.